# Nages
Nages là một xã trong vùng Occitanie, thuộc tỉnh Tarn, quận Castres, tổng Murat-sur-Vèbre. Tọa độ địa lý của xã là 43° 40' vĩ độ bắc, 02° 46' kinh độ đông. Nages có điểm thấp nhất là 700 mét và điểm cao nhất là 1181 mét. Xã có diện tích 47,11 km², dân số vào thời điểm 1999 là 330 người; mật độ dân số là 7 người/km².

## Thông tin nhân khẩu
| 1962 | 1968 | 1975 | 1982 | 1990 | 1999 |
| ---- | ---- | ---- | ---- | ---- | ---- |
| 399  | 494  | 387  | 330  | 321  | 330  |